# Sascha Kotysch
Sascha Kotysch (Kirchheimbolanden, 2 ottobre 1988) è un allenatore di calcio ed ex calciatore tedesco, di ruolo centrocampista.

## Palmarès

### Club

#### Competizioni nazionali
- Campionato tedesco di seconda divisione: 1

Kaiserslautern: 2009-2010